# Хлебороб (Таловский район)
Хлеборо́б — посёлок в Таловском районе Воронежской области.
Входит в состав Абрамовского сельского поселения.

## Население
| 2010 |
| ---- |
| 72   |

## Улицы
В посёлке имеется одна улица — Степана Заборьева.

## Инфраструктура
К концу 2016 года планировалось подвести к посёлку газовое снабжение. Газопровод высокого давления длиной 15,8 км провели от посёлка Абрамовка в 2015 году.